# Katarina Cornaro
Katarina Cornaro (grško: Αικατερίνη Κορνάρο, beneško: Catarina Corner), zadnja vladarka Ciprskega kraljestva, * 25. november 1454, Benetke -  † 10. julij 1510, Asolo. 
Bila je kraljica-žena v zakonu z Jakobom II. Ciprskim, regentka v času mladoletnega sina Jakoba III. Ciprskega v letih 1473–1474 in nazadnje vladajoča kraljica Ciprskega kraljestva. Vladala je od 26. avgusta 1474 do 26. februarja 1489 in je bila razglašena za »hčerko svetega Marka«, da bi lahko Beneška republika zahtevala nadzor nad Ciprom po smrti njenega moža Jakoba II.

## Življenje
Katarine je bila hči Benečana Marca Cornara, Cavaliere del Sacro Romano Impero (vitez Svetega rimskega cesarstva) in Fiorenze Crispo. Bila je mlajša sestra Nobil Huomo Giorgia Cornara (1452 - 31. julij 1527), Padre della Patria in viteza Svetega rimskega cesarstva.
Družina Cornaro je prispevala štiri dože. Njena družina je bila dolgo povezana s Ciprom, zlasti kar zadeva trgovino in trgovanje. Na območju naselja Episkopi v okrožju Limassol je družina Cornaro upravljala različne mline za sladkor in izvažala ciprske izdelke v Benetke.
Katarino so naslikali Albrecht Dürer, Tizian, Gentile Bellini in Giorgione.

### Kraljica žena
Leta 1468 je Jakob II., sicer znan kot James Bastard, postal ciprski kralj. Leta 1468 je bila Katerina s pogajanji njenega očeta in strica Jakobu ponujena za ženo. Poroka je bila za Beneško republiko izjemno ugodna, saj je odslej lahko zagotovila trgovske pravice in druge privilegije Benetk na Cipru. Poročila sta se v Benetkah 30. julija 1468 po pooblaščencu, ko je bila stara 14 let. Končno je odplula na Ciper novembra 1472 in se osebno poročila z Jakobom v Famagusti.

### Vladanje
Jakob je kmalu po poroki umrl zaradi nenadne bolezni in po njegovi volji je Katerina, ki je bila takrat noseča, nastopila kot regentka. Vladar je postala, ko je njun sin Jakob III. umrl avgusta 1474 pred njegovim prvim rojstnim dnevom, verjetno tudi zaradi bolezni, četudi se je govorilo, da so ga zastrupile Benetke ali Charlotini privrženci.
Kraljevina je že zdavnaj propadla in je bila del države Mamelukov od leta 1426. Pod Katarino, ki je vladala Cipru od 1474 do 1489, so otok nadzorovali beneški trgovci, 14. marca 1489 pa je bila prisiljena odstopiti in predati upravo države Beneški republiki.
Po Georgeu Boustroniosu:
»15. februarja 1489 je kraljica zapustila Nikozijo, da bi odšla v Famagusto in zapustila [Ciper]. In ko je šla na konju v črnem svilenem plašču, z vsemi damami in vitezi v svoji družbi [...] Njene oči se poleg tega niso nehale solziti skozi procesijo. Tudi ljudje so prelili veliko solz.«
Februarja 1489 je beneška vlada Katarino prepričala, naj svoje pravice vladarke na Cipru prepusti beneškemu dožu - in s tem tudi beneški vladi kot celoti -, ker ni imela dediča.

### Poznejše življenje
Zadnja križarska država je postala beneška kolonija. Katarini je bilo dovoljeno, da je obdržala naslov kraljice in je postala dama Asolo, okrožja na Terraferma Beneške republike v Benečiji. Asolo si je kmalu pridobil sloves dvora za literarno in umetniško priznanje, predvsem zaradi tega, ker je bil fiktivna postavitev platonskih dialogov o ljubezni Pietra Bemba, Gli Asolani. 
Katarina je umrla v Benetkah leta 1510.
- Njen grob
- Njen nagrobnik

## Katarina Cornaro v umetnosti in literaturi

### Slikarstvo
V njen krog je verjetno spadal tudi mladi Giorgione, ki je po besedah Vasarija naslikal portret Katarine, ki se ni ohranil. Tuzio Costanzo, dolgoletni Katarinin kondotijer, je Giorgioneju naročil oltarno podobo v Castelfranco Veneto. Portretiral jo je Gentile Bellini (1429–1507) okoli leta 1500 (Szépművészeti Múzeum, Budimpešta). Slika Čudež pravega križa istega umetnika (Accademia, Benetke) iz leta 1500 jo verjetno prikazuje tudi kot klečečo figuro na levi strani v profilu. Na sliki Paola Veroneseja (ali njegovih sinov) v berlinski Gemäldegalerie je Katarina Cornaro predaja ciprsko krono beneškemu dožu. Avstrijski zgodovinski  slikar Hans Makart je naslikal Benetke se poklonijo Katarini Cornaro.

### Opera
Njeno življenje je postalo tema petih oper. Libreto, ki temelji na njenem življenju Jules-Henrija Vernoya de Saint-Georgesa, je osnova za opere Catharina Cornaro (1841) Franza Lachnerja , La reine de Chypre (1841) Fromentala Halévyja in Caterina Cornaro (1844)  Gaetana Donizettija. Jacques Fromental Halévy (La reine de Chypre) in Michael William Balfe (hči sv. Marka, 1844 ). Dunajska pisateljica Anna Forstenheim je leta 1875 napisala dramo "Catarina Cornaro".